# Gottfried Mayerhofer
Gottfried Mayerhofer (* November 1807 in München; † 30. März 1877 in Triest) war ein Major und christlicher Visionär und Neuoffenbarer der Lorberbewegung.

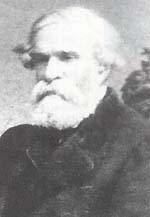
Gottfried Mayerhofer

## Leben
Gottfried Mayerhofer wurde im November 1807 als Sohn eines höheren bayerischen Offiziers geboren. Nach seinen Studien, vor allem der Mathematik, über die er auch Vorlesungen hielt, schlug Mayerhofer ebenfalls die militärische Laufbahn ein. 1833 übersiedelte er nach Athen und verheiratet sich mit Aspasia von Isay, der Tochter eines Großkaufmanns in Athen. Da Mayerhofers Schwiegervater sein Geschäft um das Jahr 1837 nach Triest verlegte und mit seiner ganzen Familie dorthin übersiedelte, entschloss sich Mayerhofer auf Drängen seiner Gemahlin, die sehr an ihrem Vater hing, seinen Dienst zu quittieren und ebenfalls nach Triest zu ziehen. Dort blieb er 40 Jahre lang bis zu seinem Tod. Da die griechische Regierung ins Ausland keine Pension zahlte, war Mayerhofer finanziell völlig vom Vermögen seiner Frau abhängig. In dieser langen Zeit seines Ruhestandes widmete er sich der Musik und der Landschaftsmalerei und zunehmend auch geistigen Dingen.
Mayerhofers zunehmender Hang zum Religiösen und Geistigen stillte er mit den Schriften Jakob Lorbers, zu denen er durch die Bekanntschaft mit dem Grazer Militärarzt Dr. Waidele gefunden hatte. Waidele hatte in Graz zum engeren Kreis um Jakob Lorber gehört und schrieb dann auch in Triest weiterhin eifrig Lorbertexte ab, denn die Bücher waren damals nicht leicht zu bekommen. Je mehr er sich in die Schriften des steirischen Mystikers vertiefte und diese auch selbst abschrieb, desto mehr wuchs seine Begeisterung für dessen Offenbarungen. Im März 1870 vernahm er schließlich selbst in sich die „Stimme des Herrn“. In den folgenden sieben Jahren, bis zu seinem Tod am Karfreitag des Jahres 1877, betätigte sich Mayerhofer in ähnlicher Weise wie sein Vorbild Lorber als Visionär.
Der Vorgang der Niederschriften wird von dem Freund und gewisserart auch Schüler Mayerhofers, Christoph Friedrich Landbeck (1840–1921), folgendermaßen beschrieben: Ehe Mayerhofer in sich den Drang zur Niederschrift fühlte, sah er die zu behandelnden Gegenstände frühmorgens in klaren Bildern vor seinem geistigen Auge. Bei der dann folgenden schriftlichen Wiedergabe des Geschauten trübte sich aber die Klarheit der Vision, was zu stilistischen Unvollkommenheiten führte. Mayerhofer selbst schrieb, dass ihm der Herr nur das gebe, was zum Teil seinen Freunden verständlich und vielleicht zur stufenweisen Ausbildung dienen soll. Er sei bei den Mitteilungen immer ganz passiv und wisse höchst selten, worum es sich handelt. Ihn erfasse für gewöhnlich eine nicht zu erklärende Unruhe, worauf er sich dann zum Schreibtisch setzen müsse und erst mit dem Bleistift in der Hand erführe, was der Herr wolle, wobei er weder Anfang noch Folge, noch Ende, nicht ein Wort früher als das andere wisse.
Mayerhofer war kein Schreibmedium, sondern diktierte das Gehörte auch Landbeck, um so seine im Alter krank gewordenen Augen zu schonen. Er vermochte öfter auch, den geistigen Menschen hinter dessen leiblicher Hülle zu sehen, außerdem hatte er das Charisma der Heilung.

## Offenbarungswerk
Die Originalhandschriften sind fließend geschrieben und enthalten nur wenige Verbesserungen durch Mayerhofer.
Mehrere Kundgaben haben einen ergänzenden Charakter zu dem was in den Schriften Jakob Lorbers zu finden ist. Die Schriften Mayerhofers sind in der Lorberbewegung meist zusammen mit den Werken Jakob Lorbers vereint zu finden. Merkwürdig hingegen erscheint der Umstand, wieso das durch Lorber unvollendet gebliebene Große Evangelium Johannes nicht über Mayerhofer fortgesetzt wurde, der nur wenige Jahre nach Lorbers Verscheiden die "Innere Stimme" zu hören begann.

## Werke
- Lebensgeheimnisse, ISBN 3-87495-146-4. Eröffnungen über wichtige Lebensfragen durch das Innere Wort.
- Schöpfungsgeheimnisse, ISBN 3-87495-241-X. Mitteilungen über verborgene Dinge in der Natur durch inneres Diktat.
- Kennzeichen der Zeit
- Predigten des Herrn, ISBN 3-87495-106-5. Erklärung von Bibeltexten aus dem Neuen Testament durch das Innere Wort.

Weitere Kundgaben finden sich zusammen mit anderen Texten in Heil-, Diät- und Lebenslehr-Winke, 1895, Neu-Theosophischer Verlag.  
Die Manuskripte wurden an den Verleger der Lorberschriften Christoph Friedrich Landbeck vererbt und befinden sich heute alle in Verwahrung des Jakob-Lorber Verlages in Bietigheim.